# 사택천복
사택천복(沙宅千福, ?~?)은 백제의 귀족이다. 사타천복(沙吒千福) 등으로도 불리며, 대좌평(大佐平)을 역임했다. 667년 7월에 신라와 당나라 연합군의 침공을 사비성이 함락되자 왕자 부여융과 항복했다. 이후 백제의 왕족 및 여러 귀족들과 함께 당나라로 연행되었다.

## 사택천복이 등장하는 작품
- 《삼국기》(KBS, 1992년~1993년 배우:오성열